# Abbotsford Heat
Abbotsford Heat byl profesionální kanadský klub ledního hokeje, který sídlil v Abbotsfordu v provincii Britská Kolumbie. Své domácí zápasy hráli "Zatápěči" v tamní aréně Abbotsford Entertainment & Sports Centre. Klub působil v soutěži od sezony 2009/10 jako záložní tým klubu NHL Calgary Flames, v soutěži nahradil tým Quad City Flames (2007-2009), kterému se sportovně nedařilo a hospodařil se ztrátou. Po sezoně 2013/14 se rozhodli majitelé klub přemístit do Glens Falls, tím počet kanadských klubů v lize klesl na tři. V nové lokalitě bude klub působit pod názvem Adirondack Flames.
Abbotsford byl nejzápadněji umístěným městem, ve kterém se hrála AHL.
V letech 2009/10 a 2011/12 se klub probojoval druhého kola play off, dále se po dobu existence nedostal. O rekordní zápis do historie soutěže se v listopadu 2012 postaral brankář Barry Brust, když 268 minut a 17 sekund neinkasoval branku.

## Výsledky

### Základní část
Zdroj: 
| Sezona  | Zápasy | Výhry | Prohry | Prohry(pr.) | Prohry(s.n.) | Body | Góly vstřelené | Góly inkasované | Umístění v divizi |
| ------- | ------ | ----- | ------ | ----------- | ------------ | ---- | -------------- | --------------- | ----------------- |
| 2009/10 | 80     | 39    | 29     | 5           | 7            | 90   | 217            | 231             | 3. v Severní      |
| 2010/11 | 80     | 38    | 32     | 4           | 6            | 86   | 186            | 212             | 4. v Severní      |
| 2011/12 | 76     | 42    | 26     | 3           | 5            | 92   | 200            | 201             | 2. v Západní      |
| 2012/13 | 76     | 34    | 32     | 4           | 6            | 78   | 171            | 178             | 4. v Severní      |
| 2013/14 | 76     | 43    | 25     | 5           | 3            | 94   | 237            | 215             | 2. v Západní      |

### Play-off
Zdroj: 
| Sezona  | 1. kolo                    | 2. kolo                    | Finále konference          | Finále Calder Cupu         |
| ------- | -------------------------- | -------------------------- | -------------------------- | -------------------------- |
| 2009/10 | postup, 4-3, Rochester     | porážka, 2-4, Hamilton     | —                          | —                          |
| 2010/11 | mužstvo se nekvalifikovalo | mužstvo se nekvalifikovalo | mužstvo se nekvalifikovalo | mužstvo se nekvalifikovalo |
| 2011/12 | postup, 3-0, Milwaukee     | porážka, 1-4, Toronto      | —                          | —                          |
| 2012/13 | mužstvo se nekvalifikovalo | mužstvo se nekvalifikovalo | mužstvo se nekvalifikovalo | mužstvo se nekvalifikovalo |
| 2013/14 | porážka, 1-3, Grand Rapids | —                          | —                          | —                          |

## Klubové rekordy

### Za sezonu
Góly: 30, Krys Kolanos (2011/12)
Asistence: 42, Max Reinhart (2013/14)
Body: 63, Max Reinhart (2013/14)
Trestné minuty: 267, J.D. Watt (2009/10)
Průměr obdržených branek: 2.05, Daniel Taylor (2012/13)
Procento úspěšnosti zákroků: .0.927, Danny Taylor (2011/12)

### Celkové
Góly: 48, Krys Kolanos
Asistence: 74, Ben Walter
Body: 108, Ben Walter
Trestné minuty: 340, J.D. Watt
Čistá konta: 12, Leland Irving
Vychytaná vítězství: 69, Leland Irving
Odehrané zápasy: 245, Christopher Breen